# Margaret Jacob
Margaret Jacob (1943) è una storica della scienza statunitense.
Professore emerito all'Università della California - Los Angeles, è specializzata in storia della scienza. Della conoscenza, dell'Illuminismo e della Massoneria.

## Biografia
Cresciuta a New York, nel 1964 conseguì il Bachelor of Arts presso la St. Joseph's University locale e poi si iscrisse all'Università Cornell dove completò il Master's degree nel 1966 e il dottorato di ricerca due anni più tardi. Assistente universitario dal ’68 presso l’Università della Florida Meridionale, dal ’69 al ’71 fu lettrice universitaria in storia all’Università dell’Anglia Orientale. Nel ’71 fu assunta come docente al Baruch College dell’Università della Città di New York e quattro anni divenne di ruolo.
Nel 1981 fu nominata professore di storia al New School for Social Research e preside del suo Collegio di Arti Liberali “Eugene Lang” fino al 1988.
Membro della Royal Historical Society, è coautrice di un libro di testo sulla civiltà occidentale che ha attraversato cinque edizioni.
Ha fatto parte dei comitati editoriali delle seguenti riviste: Journal of Modern History, Restoration, Journal of British Studies, Isis e Eighteenth-Century Studies. "Famosa per i suoi studi su Isaac Newton e lo sviluppo del pensiero scientifico occidentale, Jacob ha anche scritto sulla politica storiografica".

## Opere
- The Enlightenment: A Brief History of Documents. Bedford Books. 2001. 237 pp. ISBN 978-0312237011.  2nd ed. 2016
- The Secular Enlightenment. Princeton, NJ; Princeton University Press. 2019. 360 pp. ISBN 978-0691161327.
- The First Knowledge Economy. Human Capital and Economic Development, 1750–1850. Cambridge University Press. 2014. 257 pages.  Reviewed by ,[2] Lissa Roberts,[3] Pat Hudson,[4] and FV Razumenko.[5]
- Margaret Jacob e Matthew Crow, Freemasonry and the Enlightenment, in Henrik Bodgan e Jan A. M.  Snoek (a cura di), Handbook of Freemasonry, Brill Handbooks on Contemporary Religion, vol. 8, Leiden, Brill Publishers, 2014,  pp. 100-116, DOI:10.1163/9789004273122_008, ISBN 978-90-04-21833-8, ISSN 1874-6691 (WC · ACNP).

## Premi e riconoscimenti
- 1976: Premio Louis Gottschalk Prize da parte della Società Americana per gli Studi sul XVIII Secolo;
- 2002: membro dell'American Philosophical Society[6];
- 2013: membro dell'American Academy of Arts and Sciences[7];
- 2019: membro dell'American Association for the Advancement of Science[8].